# Väster-Långtjärnen, Jämtland
Väster-Långtjärnen är en sjö i Krokoms kommun i Jämtland och ingår i Indalsälvens huvudavrinningsområde. Sjön har en area på 0,15 kvadratkilometer och ligger 480,6 meter över havet. Sjön avvattnas av vattendraget Lillån.

## Delavrinningsområde
Väster-Långtjärnen ingår i det delavrinningsområde (708894-144438) som SMHI kallar för Mynnar i Väster-Långtjärnen. Medelhöjden är 538 meter över havet och ytan är 1,73 kvadratkilometer. Räknas de 5 avrinningsområdena uppströms in blir den ackumulerade arean 16,52 kvadratkilometer. Lillån som avvattnar avrinningsområdet har biflödesordning 4, vilket innebär att vattnet flödar genom totalt 4 vattendrag innan det når havet efter 268 kilometer. Avrinningsområdet består mestadels av skog (91 procent). Avrinningsområdet har 0,15 kvadratkilometer vattenytor vilket ger det en sjöprocent på 8,6 procent.